# McLaren M26
McLaren M26 — гоночный автомобиль Формулы-1, разработанный Гордоном Коппаком, с целью замены устаревшей модели M23. В Чемпионатах мира Формулы-1 участвовал с некоторыми изменениями в конструкции с 1976 по 1979 год.

## История

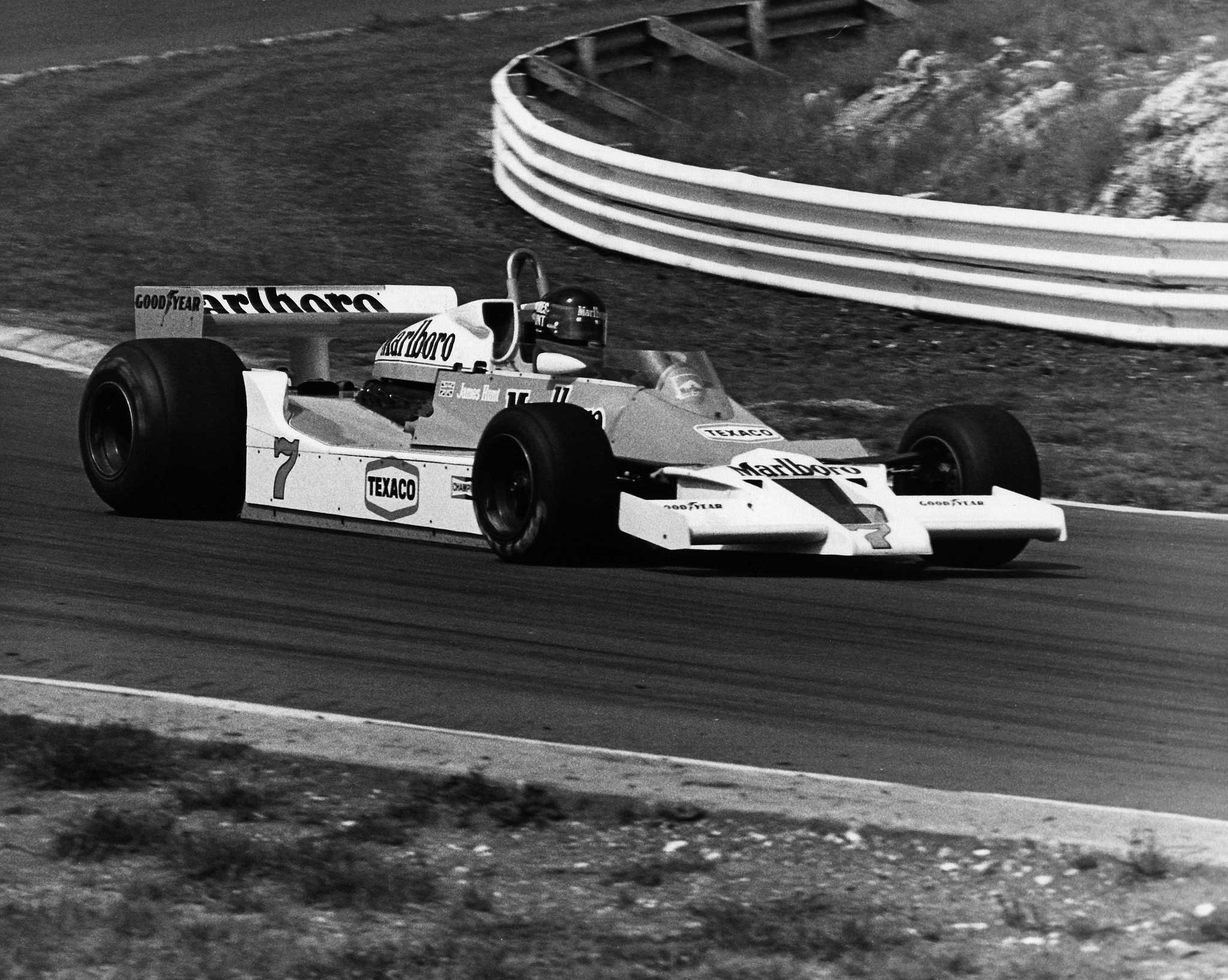
Джеймс Хант управляет M26 на Гран-при Великобритании 1978 года.

Модель M26 получилась легче и ниже, чем предшественница M23. Проектные работы начались в начале 1976 года, а на трассе болид появился по ходу сезона - во время Гран-при Нидерландов (в первых гонках команда использовала M23В), где Йохен Масс занял 9 место.
Из-за проблем с охлаждением и необходимостью серьёзных доработок конструкции, в 1976 году автомобиль больше не участвовал в гонках.
После ряда доработок машина вышла на трассу во время Гран-при Испании 1977 года. Развитие модели по ходу сезона позволило Ханту одержать 3 победы и ещё 2 раза подняться на подиум. Кроме того, ещё 2 раза он уверенно лидировал по ходу гонки, но оба раза его подводила надежность техники. В конце сезона McLaren занял 3 место в Кубке конструкторов набрав 69 очков.
К сезону 1978 года модель М26 была снова доработана, вместо Масса в команду пришёл Патрик Тамбе и начало сезона было многообещающим. Однако после появления на трассе Lotus 79 с граунд-эффектом М26 сразу устарел. Коппак пытался провести модернизацию и применить граунд-эффект на М26 уменьшив антикрылья, переделав подвеску и увеличив боковые понтоны, но это не принесло успеха.

## Результаты выступлений в гонках
| Год  | Шасси       | Двигатель         | Шины | Пилоты     | 1   | 2    | 3    | 4    | 5    | 6    | 7    | 8   | 9    | 10   | 11   | 12   | 13   | 14   | 15   | 16   | 17   | Место | Очки |
| ---- | ----------- | ----------------- | ---- | ---------- | --- | ---- | ---- | ---- | ---- | ---- | ---- | --- | ---- | ---- | ---- | ---- | ---- | ---- | ---- | ---- | ---- | ----- | ---- |
| 1977 | McLaren M26 | Ford Cosworth DFV | G    |            | АРГ | БРА  | ЮАР  | СШЗ  | ИСП  | МОН  | БЕЛ  | ШВЕ | ФРА  | ВЕЛ  | ГЕР  | АВТ  | НИД  | ИТА  | США  | КАН  | ЯПО  | 3     | 60   |
| 1977 | McLaren M26 | Ford Cosworth DFV | G    | Хант       |     |      |      |      | Сход |      | 7    | 12  | 3    | 1    | Сход | Сход | Сход | Сход | 1    | Сход | 1    | 3     | 60   |
| 1977 | McLaren M26 | Ford Cosworth DFV | G    | Масс       |     |      |      |      |      |      |      |     |      | 4    | Сход | 6    | Сход | 4    | Сход | 3    | Сход | 3     | 60   |
| 1978 | McLaren M26 | Ford Cosworth DFV | G    |            | АРГ | БРА  | ЮАР  | СШЗ  | МОН  | БЕЛ  | ИСП  | ШВЕ | ФРА  | ВЕЛ  | ГЕР  | АВТ  | НИД  | ИТА  | США  | КАН  |      | 8     | 15   |
| 1978 | McLaren M26 | Ford Cosworth DFV | G    | Хант       | 4   | Сход | Сход | Сход | Сход | Сход | 6    | 8   | 3    | Сход | ДСК  | Сход | 10   | Сход | 7    | Сход |      | 8     | 15   |
| 1978 | McLaren M26 | Ford Cosworth DFV | G    | Тамбе      | 6   | Сход | Сход | Сход | 7    |      | Сход | 4   | 9    | 6    | Сход | Сход | 9    | 5    | 6    | 8    |      | 8     | 15   |
| 1978 | McLaren M26 | Ford Cosworth DFV | G    | Ланджер    |     |      |      |      |      | 7    | НКВ  | НКВ | Сход | 8    | НПКВ | 8    | Сход | НС   |      |      |      | 8     | 15   |
| 1978 | McLaren M26 | Ford Cosworth DFV | G    | Джакомелли |     |      |      |      |      | 8    |      |     | Сход | 7    |      | Сход |      | 14   |      |      |      | 8     | 15   |
| 1979 | McLaren M26 | Ford Cosworth DFV | G    |            | АРГ | БРА  | ЮАР  | СШЗ  | ИСП  | БЕЛ  | МОН  | ФРА | ВЕЛ  | ГЕР  | АВТ  | НИД  | ИТА  | КАН  | США  |      |      | 7     | 15   |
| 1979 | McLaren M26 | Ford Cosworth DFV | G    | Тамбе      |     | Сход |      |      |      | НКВ  |      |     |      |      |      |      |      |      |      |      |      | 7     | 15   |

| Легенда к таблице |                                                                    |
| --- | ------------------------------------------------------------------ |
| В таблице перечислены результаты всех Гран-при Формулы-1, в которых использовался автомобиль. Строками таблицы являются сезоны, столбцами — этапы чемпионата мира. В каждой клетке указаны сокращённое название этапа и результат, дополнительно обозначенный цветом. Расшифровка обозначений и цветов представлена в нижеследующей таблице. |                                                                    |
| \| Пример \| Описание \| \| ------------ \| ------------------------------------------------------------------ \| \| 1 \| Победитель \| \| 2 \| Второе место \| \| 3 \| Третье место \| \| 5 \| Финишировал, заработав очки \| \| Сход \| Не финишировал, но при этом заработал очки \| \| 12 \| Финишировал, не получив очков \| \| НКЛ \| Финишировал, но не попал в финальную классификацию \| \| 15 \| Участвовал вне зачёта, либо по отдельной классификации \| \| 18 \| Не финишировал, но попал в финальную классификацию \| \| Сход \| Не финишировал \| \| НКВ \| Не прошёл квалификацию \| \| НПКВ \| Не прошёл предквалификацию \| \| ДСК \| Дисквалифицирован \| \| ИСК \| Исключён из протокола соревнований \| \| ТТ \| Заявлен для участия только в тренировках \| \| НС \| Участвовал в квалификации, но не стартовал в гонке \| \| Т \| Травмирован или болен \| \| ОТК \| Отказ от участия \| \| НТР \| Прибыл на соревнования, но на трассу не выезжал \| \| НПР \| Был заявлен в числе участников, но не прибыл к началу соревнований \| \| О \| Соревнования отменены \| \| \| Не участвовал \| \| Поул-позиция \| \| \| Быстрый круг \| \| |                                                                    |
| Пример | Описание                                                           |
| 1 | Победитель                                                         |
| 2 | Второе место                                                       |
| 3 | Третье место                                                       |
| 5 | Финишировал, заработав очки                                        |
| Сход | Не финишировал, но при этом заработал очки                         |
| 12 | Финишировал, не получив очков                                      |
| НКЛ | Финишировал, но не попал в финальную классификацию                 |
| 15 | Участвовал вне зачёта, либо по отдельной классификации             |
| 18 | Не финишировал, но попал в финальную классификацию                 |
| Сход | Не финишировал                                                     |
| НКВ | Не прошёл квалификацию                                             |
| НПКВ | Не прошёл предквалификацию                                         |
| ДСК | Дисквалифицирован                                                  |
| ИСК | Исключён из протокола соревнований                                 |
| ТТ | Заявлен для участия только в тренировках                           |
| НС | Участвовал в квалификации, но не стартовал в гонке                 |
| Т | Травмирован или болен                                              |
| ОТК | Отказ от участия                                                   |
| НТР | Прибыл на соревнования, но на трассу не выезжал                    |
| НПР | Был заявлен в числе участников, но не прибыл к началу соревнований |
| О | Соревнования отменены                                              |
| | Не участвовал                                                      |
| Поул-позиция |                                                                    |
| Быстрый круг |                                                                    |